# Novooleksandropil, Sînelnîkove
Novooleksandropil (în ucraineană Новоолександропіль) este un sat în așezarea urbană Slavhorod din raionul Sînelnîkove, regiunea Dnipropetrovsk, Ucraina.

## Demografie
Componența lingvistică a localității Novooleksandropil
     Ucraineană (85,71%)
     Rusă (12,7%)
Conform recensământului din 2001, majoritatea populației localității Novooleksandropil era vorbitoare de ucraineană (85,71%), existând în minoritate și vorbitori de rusă (12,7%).